# Coregonus autumnalis
Coregonus autumnalis är en fisk i släktet sikar som förekommer i norra Asien och Nordamerika.

## Utseende
Arten blir vanligen 40 cm lång och 1 kg tung. Några exemplar blir lite längre än 50 cm och 2 kg tunga. Vuxna exemplar på vägen till fortplantningen har en brun till ljusgrön rygg som övergår i silverfärgade sidor. Hos Coregonus autumnalis är över- och underkäken ungefär lika stora och tänder saknas.

## Utbredning
Icke könsmogna exemplar lever under hela året i Norra ishavet och vuxna exemplar som vandrar bara under vintern. Mellan juni och augusti vandrar de könsmogna individerna uppför angränsande floder för fortplantningen. De återvänder ungefär i november efter honans äggläggning. En subpopulation lever i Bajkalsjön och i angränsande floder i Ryssland och Mongoliet. Coregonus autumnalis når i väst Mezenfloden (cirka 200 km öster om Archangelsk) och i öst Alaska.
Under den sovjetiska tiden introducerades arten i flera områden där den ursprungligen inte fanns. Dessa populationer är inte stabila.
Arten föredrar även i Norra ishavet bräckt vatten nära flodernas mynning.

## Ekologi
Området där fortplantningen sker kan ligga 1500 km från havet. Efter parningen lägger honan sina ägg i skyddade avsnitt av vattendragen. Äggen kläcks och fiskynglen stannar cirka sju månader i regionen innan de vandrar till havet. Sedan lever de unga fiskarna 6 till 8 år i havet och de har mindre fiskar samt kräftdjur som föda. Vuxna exemplar på vägen till fortplantningen äter ingenting men honor vandrar inte varje år utan två till tre gångar under hela livet. Livslängden är vanligen 10 till 12 år och ibland upp till 20 år.

## Status
Coregonus autumnalis är ett vanligt mål för fiske och regionalt kan beståndet hotas av överfiske. Olika floder i Sibirien är förorenade. Allmänt är arten inte sällsynt och populationens minskning är måttlig. IUCN listar arten som livskraftig (LC).